# Northport, New York
Northport är en ort (village) i Huntingtons kommun i Suffolk County på Long Island i delstaten New York i USA. Vid 2010 års folkräkning hade Northport 7 401 invånare.